# Xinhua, Cangzhou
Xinhua är ett stadsdistrikt i Cangzhous stad på prefekturnivå i Hebei-provinsen i norra Kina. Distriktets namn betyder "Nya Kina". Det ligger omkring 180 kilometer söder om huvudstaden Peking. 
1. ↑  http://www.geohive.com/cntry/cn-13.aspx